# Arrondissement di Nogent-sur-Marne
L'arrondissement di Nogent-sur-Marne è una suddivisione amministrativa francese, situata nel dipartimento della Valle della Marna e nella regione della Île-de-France.

## Composizione
L'arrondissement di Nogent-sur-Marne raggruppa 14 comuni in 15 cantoni:
- cantone di Bry-sur-Marne
- cantone di Champigny-sur-Marne-Centre
- cantone di Champigny-sur-Marne-Est
- cantone di Champigny-sur-Marne-Ovest
- cantone di Chennevières-sur-Marne
- cantone di Fontenay-sous-Bois-Est
- cantone di Fontenay-sous-Bois-Ovest
- cantone di Joinville-le-Pont
- cantone di Nogent-sur-Marne
- cantone di Ormesson-sur-Marne
- cantone di Le Perreux-sur-Marne
- cantone di Saint-Mandé
- cantone di Villiers-sur-Marne
- cantone di Vincennes-Est
- cantone di Vincennes-Ovest